# Christoph Strauss
Christoph Strauss (auch: Christoph Straus, * um 1575; † 1631) war ein österreichischer Komponist, Kapellmeister und Organist der Spätrenaissance und des Frühbarocks.

## Leben
Christoph Strauss stammte aus einer Musikerfamilie, die über Jahre hinweg der Wiener Hofkapelle verbunden war. Er selber trat 1594 in die Hofkapelle ein und wurde 1601 Kantor an St. Michael in Wien und Kammerorganist bei Erzherzog Matthias. Im Jahr 1616 wurde er zum Vize-Hofkapellmeister, ein Jahr später zum Hofkapellmeister ernannt. Kurz nach seiner Ernennung verstarb sein Dienstherr Kaiser Matthias, ihm folgte der italophile Ferdinand II., der Giovanni Priuli als Hofkapellmeister einsetzte. Von 1619 bis 1626 war Strauss Kapellmeister am Wiener Stephansdom und behielt den Titel Kammer-Organist, außerdem wurde er mit einem Posten in der Hofverwaltung entschädigt.
Seine Sakralkompositionen umfassen polyphone und mehrchörige Messen, einschließlich eines Requiems für Chor. Obwohl sein Tonsatz für seine Zeit recht altmodisch war, zeigt sich doch in seinen Werken, dass Strauss auch die neuesten italienischen Werke bekannt waren.